# (15812) 1994 PZ
1994 بي زد (ويعرف أيضًا باسم (15812) 1994 بي زد وفق تسمية الكوكب الصغير) (بالإنجليزية: 1994 PZ)‏؛ هو كويكب ضمن حزام الكويكبات.
اكتُشف هذا الجُرم الفلكي بواسطة تاكاو كوباياشي في 14 أغسطس 1994، وترتيبه 15812 من حيث الاكتشاف.

## الوصف
اكتُشف 158121994PZ في 14 أغسطس 1994 في مرصد أويزومي الفلكي، الواقع في أويزومي، محافظة غونما في اليابان، بواسطة عالم الفلك الياباني تاكاو كوباياشي. وقد رصد المشروع 1,927 مشاهدة للكويكب إلى غاية 8 يوليو 2021 بتوقيت منطقة المحيط الهادئ، أي في مدة قدرها 10,808 يومًا (29.6 عام). تستغرق الفترة المدارية للكويكب 1,140 يومًا (3.1 عام).

## الخصائص المدارية
يتميز مدار هذا الكويكب بنصف محور رئيسي يبلغ 2.13 وحدة فلكية، وحضيض قدره 1.78 وحدة فلكية، وانحراف قدره 0.164 وزاوية ميلان 3.12 درجة بالنسبة لمسار الشمس. بسبب هذه الخصائص، أي نصف المحور الرئيسي بين 2 و3.2 وحدة فلكية وحضيض أكبر من 1,666 وحدة فلكية، يُصنف هذا الجُرم الفلكي وفقًا لقاعدة بيانات مختبر الدفع النفاث لأجرام النظام الشمسي الصغيرة كائنًا من حزام الكويكبات الرئيسي.

## وصلات خارجية
- (15812) 1994 PZ في قاعدة بيانات مختبر الدفع النفاث لأجرام النظام الشمسي الصغيرة

- الاكتشاف · مخطط المدار ·  العناصر المدارية · المعلمات المادية

- (15812) 1994 PZ على موقع ويكي سكاي: DSS2, SDSS, GALEX, IRAS, Hydrogen α, X-Ray, Astrophoto, Sky Map, Articles and images